# Refugi de Besali
El refugi de Besalí és un refugi de muntanya de la Parròquia d'Ordino (Andorra) a 2.100 m d'altitud i situat sota el pic de Besalí a la vall de Rialb.